# استان پولشه
استان پولشه (به لهستانی:  Polesie Voivodeship) یک استان بود که در جمهوری دوم لهستان واقع شده‌بود.